# Треслинг, Йоан
Йоан (Ян) Дидерик Треслинг (нидерл. Joan (Jan) Diderik Tresling, 28 июля 1868 — 17 марта 1939) — голландский шахматист. Неофициальный чемпион Нидерландов 1898 г. Серебряный призер неофициального чемпионата Нидерландов 1887 г. Бронзовый призер неофициального чемпионата Нидерландов 1899 г. По профессии — судья.
Его отец Тёнес Хакма Треслинг (1834—1907) также был сильным шахматистом.

## Спортивные результаты
| Год  | Город     | Соревнование                                | + | − | = | Результат | Место |
| ---- | --------- | ------------------------------------------- | - | - | - | --------- | ----- |
| 1887 | Амстердам | 15-й турнир Нидерландского шахматного союза | 4 | 1 | 4 | 6 из 9    | 2     |
| 1890 | Амстердам | Турнир голландских шахматистов              |   |   |   |           |       |
| 1898 | Гаага     | 26-й турнир Нидерландского шахматного союза |   |   |   |           | 1     |
| 1899 | Амстердам | Матч с А. ван Форестом                      |   |   |   |           |       |
|      | Амстердам | 27-й турнир Нидерландского шахматного союза | 8 | 3 | 4 | 10 из 15  | 3—6   |